# ゴールデンカムイ -北海道刺青囚人争奪編-
『ゴールデンカムイ-北海道刺青囚人争奪編-』（ゴールデンカムイ ほっかいどう いれずみしゅうじん そうだつへん）は2024年10月6日から12月1日までWOWOWオンラインおよびWOWOWオンデマンドにおいて放送・配信された日本のドラマ。2024年1月に公開された映画『ゴールデンカムイ』の続編にあたり、原作の第3巻中盤から第11巻前半までを実写化したとされる。

## 企画・制作
本作はドラマ版のシリーズ第1弾にあたり、映画版に出演したメインキャラクター全員がドラマ版でもそのまま続けて出演した。
『ゴールデンカムイ』を実写化するにあたり映画とドラマシリーズの連動で映像化した理由については、「原作を余すことなく映像化するには、2時間の映画のみならず、連続ドラマとして原作の魅力的なエピソードを大ボリュームで描く必然性があった」ためであり、プロデューサーの松橋真三は「原作のおいしいところだけをつまむような作り方をしていたら、面白くない映画になってしまったと思う」と語っている。
プロデューサーの植田春菜は、映画とドラマの役割分担について「主人公の杉元と相棒となるアシㇼパの関係性を映画でしっかり描いて、セットアップした上でそれ以降の話に差し掛かるのがドラマ版なので、映画版で主人公たちのキャラクター設定、バックボーンを含めて、ちゃんと描けた上で、ドラマではさらに他のキャラクターたちの話に広げていけるという形」になっているとしている。また、じっくりと話を進める本作のスタンスについては「原作を再現するうえで、あまり欲張り過ぎないということが基本姿勢としてありました。見せ場を盛り込み過ぎず、原作の短い範囲をしっかり実写化する（中略）詰め込んで映像化するのではなく、むしろ『引き算』が大事」と語っている。
本作の撮影は映画版とともに行われており約8ヶ月にも及ぶ長期の撮影が実施されたが、その理由について植田は「映画がヒットしたから続編をやろうという判断では、どうしても次の作品まで時間が空いてしまう。せっかく世間が盛り上がっているのに、続きを楽しみにしている皆さんにすぐお届けできないのは違う」と思ったためであると語っている。
全9話という本ドラマの構成について松橋は「最初からエピソード数が決まっていたのではなく、物語を展開する上で必要なのが9話」であり、「WOWOWが製作しているドラマは、決められた枠よりも、一番面白い方法を大事にして作るというスタイル。（地上波のように）クール制ではないので話数も基本的には自由だし、各エピソードの尺もぜんぜん違う。最低何分以上、何分以内という大まかな決まりはあるが、その範囲内であれば自由。」と、その理由を語っている。
主題歌はACIDMAN、［Alexandros］ら総勢8組のアーティストの楽曲が使用され、各話ごとに主題歌を変えるという手法が取られた。また、映画版から引き続きACIDMANの「輝けるもの」も使用された。
本作の放送・配信開始前には既に続編映画の構想が練られており、本作の最終話放送後に正式に発表された。

## 沿革
- 2024年3月4日、ドラマ版の放送が発表されるとともに、タイトルや放送方法が発表された。また、ドラマ版から登場するキャラクターとそのキャストなどが解禁され、総勢17名のキャラクタービジュアルや特報映像も公開された[1][2]。キャスト解禁については、同年7月21日[12]、8月8日[13]、同月17日[14]、同月22日[15]、同月23日[16]、9月13日[17]、同月27日[18]にも行われ、同時にキャラクタービジュアルも公開された。

- 同年6月28日、TVCM（特報映像30秒）が公開された[19]。

- 同年7月21日、本作の話数と放送・配信日が発表されるとともに、最新予告映像も公開された[12]。

- 同年8月1日、ポスタービジュアルが公開された[20]。

- 同年8月8日、主題歌に総勢8組のアーティストの楽曲と「輝けるもの」が使用されることが発表された。また、各話ごとに主題歌が変わることも発表された[11]。

- 同年8月16日、映画版から引き続きナレーションを津田健次郎が務めることが発表された[21]。

- 同年8月22日、追加キャストの映像を含む、最新予告映像が公開された[22]。

- 同年8月27日、TOHOシネマズ六本木ヒルズにて完成披露試写会が行われた[23]。また、9月10日には名古屋ミッドランドスクエアシネマにて愛知試写会が、10月4日にはTOHOシネマズすすきのにて北海道試写会が開催された[24]。

- 同年9月21日、本作のエンディングを務める各アーティストの担当回と楽曲名が決定した[25][26]。

- 同年10月2日、第1話が10月6日午後10時からの放送・配信に合わせて、WOWOWオンデマンド・WOWOW公式YouTubeアカウント・Xのイベントページで無料配信されることが決定し、この発表に合わせて原作・野田のコメントも公開された[27]。
- 同年11月1日、最新キャラクタービジュアルが公開された[28]。
- 同年12月1日、最終話の放送終了後に続編映画の製作が発表された[29]。

## キャスト

### 杉元一派
- 杉元佐一 - 山﨑賢人
- アシㇼパ - 山田杏奈
- 白石由竹 - 矢本悠馬

### 独立勢力
- 尾形百之助 - 眞栄田郷敦（第1話 - 第4話、第6話 - 最終話）
- 谷垣源次郎 - 大谷亮平（第1話 - 第3話、第7話 - 最終話）
- キロランケ - 池内博之（第3話 - 最終話）
- インカㇻマッ - 高橋メアリージュン（第4話 - 第5話、第7話 - 最終話）
- チカパシ - 青木凰（第7話 - 最終話）

### 土方一派
- 土方歳三 - 舘ひろし（第1話 - 第4話、第6話 - 最終話）
- 永倉新八 - 木場勝己（第2話、第4話、第6話 - 最終話）
- 牛山辰馬 - 勝矢（第2話、第4話、第6話 - 最終話）
- 家永カノ - 桜井ユキ（第4話、第6話 - 最終話）
- 奥山夏太郎 - 塩野瑛久（第4話、第6話、第8話 - 最終話）

### 第七師団
- 鶴見篤四郎 - 玉木宏（第1話 - 第3話、第6話 - 最終話）
- 月島基 - 工藤阿須加（第1話 - 第3話、第6話 - 最終話）
- 二階堂浩平 - 柳俊太郎（第1話 - 第3話、第6話 - 最終話）
- 鯉登音之進 - 中川大志（最終話）

### 網走監獄
- 犬童四郎助 - 北村一輝（第8話 - 最終話）

### 北海道アイヌ
- フチ - 大方斐紗子（第1話 - 第3話、第7話、最終話）
- オソマ - 永尾柚乃（第1話、第3話、第7話、最終話）
- 大叔父 - 秋辺デポ（第1話、第3話、第7話、最終話）
- ウイルク - 井浦新（第2話 - 第3話、第6話 - 最終話）

### ゲスト

#### 第1話
- 二瓶鉄造 -  藤本隆宏
- 岡田文夫 - 成松修
- 野間直明 -  青木健
- 三島剣之助 - 濱正悟（第3話）
- 小宮幾太郎 - 青柳尊哉（第3話）
- 兵士 - 髙野光希（第3話）
- 前山一夫 - 松嶋健太（第6話）
- 菊池清高 - 竜二（第3話）
- 二階堂浩平 / 洋平 (ボディダブル) - 八木拓海（最終話）

#### 第2話
- 辺見和雄 - 萩原聖人
- ニシン御殿の親方 - 野添義弘
- ニシン漁場の労働者 - 芹澤興人、鎌倉太郎
- 園部為次郎 - 浜名一聖
- 篠森 - 植木祥平
- アイヌの少年 - 野原壱太（第3話）
- アイヌの少年 - 鈴木かつき（第3話）
- アイヌの少年 - 二ノ宮陸登（第3話）
- 大迫一平、アフロゴトウ、小島颯太、山本映子

#### 第3話
- 玉井芳蔵 - 山内圭哉
- キロランケの息子 - 吉浦凜星
- 山道マナ、山道かえか

#### 第4話
- 勇払の大叔父 - 宇梶剛士
- 男娼 - 佐伯大地
- 茨戸のヤクザ - 白石直也、松本享恭
- 銃砲屋主人 - 谷手人
- 男性客 - ニクまろ
- 田中麟之介

#### 第5話
- 若山輝一郎 - 渋川清彦
- 仲沢達弥 - 木村知貴
- エディー・ダン - モーリー・ロバートソン（第6話）
- 貸元 - 森下能幸
- 従業員 - 茨城ヲデル
- 壺振り - 町田大和
- 用心棒 - 八木拓海[注釈 3]
- 賭場の客 - 比佐仁
- 平家秀樹、大宮将司

#### 第6話
- 江渡貝弥作 - 古川雄輝（第7話）
- 薬売り - 谷口翔太（第8話）
- 江渡貝の母親 - 山本郁子
- 剥製 - 安楽将士（第7話）、藤側宏大（第7話）、河合恭嗣（第7話）、葉山昴（第7話）
- 須田拓也（パップコーン）、安部康二郎、柳谷一成、小倉史也、柳下晃河、湯本柚子、森島縁

#### 第7話
- 青山賢吉 - 阿部翔平
- エクロㇰ - 佐藤貢三（第8話）
- 青山フミ - 李そじん
- 黒河内 - 関幸治
- きたろー、工藤俊作、大草理乙子、蔵原健、イトウハルヒ

#### 第8話
- 鈴川聖弘（レタンノエカシ） - 山路和弘
- 熊岸長庵 - 徳井優
- 有坂成蔵 - 浅野和之
- モノア - 渡辺真起子
- エクロㇰの弟 - 宮田佳典
- 医師 - 今井隆文
- 誰なのおじさん - 久保茂昭[注釈 4]
- 宇賀神亮介、福留香織、伊藤公一、菊原結里、平川慶

#### 最終話
- 淀川輝前 - 石丸謙二郎
- 水橋千鶴子[注釈 5] - 田辺愛美
- 剣持（柿崎）梅子 -  高畑充希
- 剣持寅次 - 泉澤祐希
- 川原 - テイ龍進
- 佐伯 - 大場泰正
- 樋渡真司、武田良輔、佐野誠、村本明久、山本章博、鎌田将司

## スタッフ
- 原作 - 野田サトル「ゴールデンカムイ」（ヤングジャンプ コミックス / 集英社刊）
- 監督 
  - 久保茂昭（第1話、最終話）
  - 片桐健滋（第3話、第5話 - 第8話）
  - 落合賢（第4話）
  - 佐藤洋輔（第2話）
- 脚本 - 黒岩勉
- 音楽 - やまだ豊、出羽良彰
- エンディングテーマ
  - 第1話 - ACIDMAN「輝けるもの」（ユニバーサル ミュージック）
  - 第2話 - ［Alexandros］「ユリウス」（Polydor Records / RX-RECORDS）
  - 第3話 - &TEAM「Feel the Pulse」（ユニバーサル ミュージック）
  - 第4話 - GLIM SPANKY「赤い轍」（ユニバーサル ミュージック）
  - 第5話 - 名無し之太郎「毒矢」（Polydor Records）
  - 第6話 - 神はサイコロを振らない「火花」（Polydor Records）
  - 第7話 - ストレイテナー「Skeletonize!」（ユニバーサル ミュージック）
  - 第8話 - THE SPELLBOUND「雨ニウタレ命ナガレ」（NBCユニバーサル・エンターテイメント）
  - 最終話 - ACIDMAN「sonet」（ユニバーサル ミュージック）
- プロデューサー - 松橋真三（CREDEUS）、植田春菜（WOWOW）
- アイヌ語・文化監修 - 中川裕、秋辺デポ
- 陸軍軍事監修 - 軍事法規研究会
- 制作プロダクション - CREDEUS
- 製作著作 - WOWOW

## 放送

### 放送日程
- 第1話は、「WOWOWオンデマンド」、「WOWOW公式YouTubeチャンネル」、「X」のイベントページにて期間限定で無料配信された[27][注釈 6]。

- 2024年11月3日、第5話の放送を目前に「前半応援放送」と題して、映画とそれまで放送された全4話を16時から一挙に放送した[30]。

- 2024年12月1日、最終話の放送を目前に「まだ間に合うッ！！最終回直前一挙放送」と題して、それまで放送された全8話を14時から一挙に放送した[31]。

- 同年12月31日、「『ゴールデンカムイ』で年越しッ！！映画＆ドラマ＆アフタートーク イッキに見せますSP」と題して、『実写版「ゴールデンカムイ」ネタバレ上等ッ！！アフタートーク』の放送後に映画とドラマ版全9話を18時から一挙に放送した[32]。
- 2025年1月19日、オーディオコメンタリー版として全9話が13時半から一挙に放送された[33]。

| 各話  | 配信日   | サブタイトル             | 監督     |
| ----- | -------- | ------------------------ | -------- |
| 第1話 | 10月06日 | 伝説の熊撃ち             | 久保茂昭 |
| 第2話 | 10月13日 | ニシン漁と殺人鬼         | 佐藤洋輔 |
| 第3話 | 10月20日 | 道連れ                   | 片桐健滋 |
| 第4話 | 10月27日 | 殺人ホテルだよ全員集合!! | 落合賢   |
| 第5話 | 11月03日 | 恐怖の棲む家             | 片桐健滋 |
| 第6話 | 11月10日 | 職人の鑑                 | 片桐健滋 |
| 第7話 | 11月17日 | まがいもの               | 片桐健滋 |
| 第8話 | 11月24日 | 沈黙のコタン             | 片桐健滋 |
| 第9話 | 12月01日 | 大雪山                   | 久保茂昭 |

### 関連番組
- 9分でわかるッ‼ 映画「ゴールデンカムイ」ダイジェスト（WOWOWオンデマンド、2024年9月1日配信）

- 「連続ドラマW ゴールデンカムイ」猛き者たちの言葉ッ‼キャストインタビュー集（WOWOWオンデマンド）
  - 第一弾ッ（2024年9月1日配信）
  - 第二弾ッ（2024年9月6日配信）
  - 第三弾ッ（2024年9月13日配信）

- 矢本悠馬と勝矢が行くッ‼「連続ドラマW ゴールデンカムイ」ゴールデンNABI（WOWOWオンデマンド）
  - #1 明治期の建物と旅の始まり（2024年9月20日配信）
  - #2 アイヌ文化とヒグマ（2024年9月27日配信）
  - #3 コタンと第七師団（2024年10月4日配信）

- 「連続ドラマW ゴールデンカムイ」の舞台裏ッ‼（WOWOWオンデマンド）
  - 第1話のこだわりと白銀のオオカミ・レタㇻが生まれるまで（2024年10月6日配信）
  - 第2話のこだわりと撮影現場の最前線（2024年10月13日配信）
  - 第3話のこだわりと衣装デザインの仕事（2024年10月20日配信）
  - 第4話のこだわりと「ゴールデンカムイ」の世界観づくり（2024年10月27日配信）
  - 第5話のこだわりと三次元化の特殊メイク術（2024年11月3日配信）
  - 第6話のこだわりと江渡貝くんのファッションショーの生みの親（2024年11月10日配信）
  - 第7話のこだわりと山の中のゴールデンカムイ食堂（2024年11月17日配信）
  - 第8話のこだわりと変幻自在のキャラクターデザイン（2024年11月24日配信）
  - 第9話のこだわりと全流派をつかさどるアクション監督（2024年12月1日配信）

- 実写版「ゴールデンカムイ」ネタバレ上等ッ！！アフタートーク（WOWOWオンデマンド、2024年12月31日配信）
- オーディオコメンタリー版　連続ドラマW「 ゴールデンカムイ - 北海道刺青囚人争奪編 - 」（WOWOWオンデマンド、2025年1月19日配信）

## 受賞・評価

### 受賞
第15回衛星放送協会オリジナル番組アワードの番組部門「ドラマ」 において審査員奨励賞を受賞した。

### 評価
第1話の放送後に実施された視聴者アンケートにおいて、視聴者満足度96.7%を記録した。
WOWOWオンデマンドにおける2024年の年間視聴者数で、本作がオリジナルドラマ部門の1位となった。

## 関連商品

### 音楽ソフト
オリジナル・サウンドトラック（NBCユニバーサル・エンターテイメントジャパン、2024年12月1日発売）